# Bullanga
Bullanga é um género de formiga-leão pertencente à família Myrmeleontidae.
Espécies:
- Bullanga binaria Navás, 1917
- Bullanga florida (Navás, 1913)
- Bullanga insolita (Banks, 1940)